# Битва при Эль-Мансуре
Битва при Эль-Мансуре (фр. Bataille de Mansourah) состоялась 8—11 февраля 1250 года между французскими крестоносцами и войском Айюбидов во время Седьмого крестового похода.

## Предыстория
К середине XIII века крестоносцы поняли, что главным препятствием к завоеванию ими Иерусалима, который они потеряли во второй раз в 1244 году, является Египет, главная твердыня арабов.
В 1245 году, во время Первого Лионского собора папа Иннокентий IV поддержал организацию французским королём Людовиком IX седьмого крестового похода.
Целью этого седьмого похода было разбить Айюбидов в Египте и Сирии, а также отвоевать Иерусалим. Крестоносцы попросили монголов стать их союзниками против мусульман: крестоносцы атаковали бы исламский мир с запада, а монголы — с востока. Гуюк, великий хан Монгольской империи, ответил послам папы, что для этого европейцы должны признать власть монгольского хана.
Корабли Седьмого крестового похода во главе с братьями короля Людовика, Карлом I Анжуйским и Робертом д’Артуа, отплыли из Эг-Морта и Марселя на Кипр осенью 1248 года, а далее — в Египет. Крестоносцы высадились в Дамьетте в июне 1249 года. Людовик IX отправил письмо ас-Салиху Айюбу с требованием признать его власть. Эмир Фахр-ад-Дин Юсуф, командир гарнизона Айюбидов в Дамьетте, отступил в лагерь султана в Ашмум-Танах, вызвав панику среди жителей города, бежавших на западный берег Нила. Крестоносцы пересекли мост и заняли опустевшую Дамьетту. Падение Дамьетты вызвало всеобщую мобилизацию войск Айюбидов, султан стал стягивать солдат со всего Египта. В течение многих недель мусульмане использовали партизанскую тактику против лагерей крестоносцев. Многие из крестоносцев были захвачены в плен и отправлены в Каир. Как только крестоносцы узнали о смерти султана ас-Салиха Айюба, они начали свой поход на Каир. Шаджар ад-Дурр, вдова султана, некоторое время скрывала эту новость и отправила Фарис-ад-Дина Актая в Хасанкейф, чтобы возвести на трон наследника Тураншаха.

## Ход битвы
Крестоносцы подошли к каналу Ашмум (ныне — Альбахр-Альсагир), который отделял их от мусульманского лагеря. Отряды во главе с Робертом Артуа пересекли канал вместе с рыцарями-тамплиерами и английским контингентом во главе с Уильямом Лонгеспе, начавшим внезапное нападение на египетский лагерь в Гидеиле, в двух милях (3 км) от Эль-Мансуры. Руководство египетскими войсками перешло к мамлюкам Фарис-ад-Дину Актаю и Бейбарсу аль-Будукдари, которые сдержали нападение и реорганизовали мусульманские силы. Это было первое появление мамлюков в качестве верховных военачальников в Египте. Шаджар ад-Дурр согласилась с планом Бейбарса защищать Эль-Мансуру. Крестоносцы ворвались в город, ожидая, что он также окажется оставленным жителями и войсками Айюбидов, однако оказались в ловушке. Они были атакованы укрепившимся гарнизоном и одновременно со стороны стен и понесли большие потери. Роберт Артуа, укрывшийся в доме, и Уильям Солсбери были убиты вместе с большинством тамплиеров. Только пять рыцарей-тамплиеров смогли спастись. Крестоносцы отступили в свой лагерь. Рано утром 11 февраля мусульманские силы начали мощное контрнаступление против их лагеря. 27 февраля новый султан Тураншах прибыл в Эль-Мансуру, чтобы возглавить египетскую армию, и официально было объявлено о смерти ас-Салиха Айюба. Египтяне перетащили по суше корабли в Нил и блокировали линии снабжения Дамьетты. Они также использовали греческий огонь, уничтожая суда крестоносцев. Осажденные крестоносцы вскоре начали страдать от голода и болезней, а некоторые даже перешли на мусульманскую сторону.
Несмотря на понесённое поражение, король Людовик IX попытался добиться выгодных условий капитуляции Дамьетты в обмен на Иерусалим и несколько городов на сирийском побережье. Египтяне отклонили это предложение, и крестоносцы отступили к Дамьетте под прикрытием темноты 5 апреля, после чего их атаковали мусульманские силы. В последней крупной битве Седьмого Крестового похода при Фарискуре силы крестоносцев были уничтожены, а Людовик IX был 6 апреля захвачен в плен. Между тем крестоносцы распространяли ложную информацию в Европе, утверждая, что Людовик IX победил султана Египта в битве, и якобы Каир был предан в руки крестоносцев. Позже, когда известие о пленении Людовика IX достигло Франции, во Франции начался Пастушеский крестовый поход.

## Последствия
Поражение Седьмого Крестового похода в Египте в 1250 году стало поворотным моментом для местных региональных держав. Египет остался твердыней ислама. Западные короли, кроме Людовика IX, потеряли интерес к новым крестовым походам. Седьмой Крестовый поход был последним крупным крестовым походом против Египта, и крестоносцы больше никогда не вернули себе Иерусалим.
Вскоре после поражения Седьмого Крестового похода Султан Тураншах был убит. Мамлюки, защищавшие Мансуру и не позволившие Людовику IX двинуться на Каир, стали правящей элитой в Египте, завершив правление Айюбидов в этой стране. Южный и Восточный Средиземноморский бассейн был разделен на четыре основных владения — Мамлюкский Египет, Айюбидскую Сирию, христианскую Акру с цитаделями на побережье Сирии и Левантийское христианское армянское королевство Киликии. Айюбиды Сирии вскоре схлестнулись с мамлюками Египта, а крестоносцы, киликийские армяне и Княжество Антиохия сформировали христианский альянс.